# Stefan Marquard

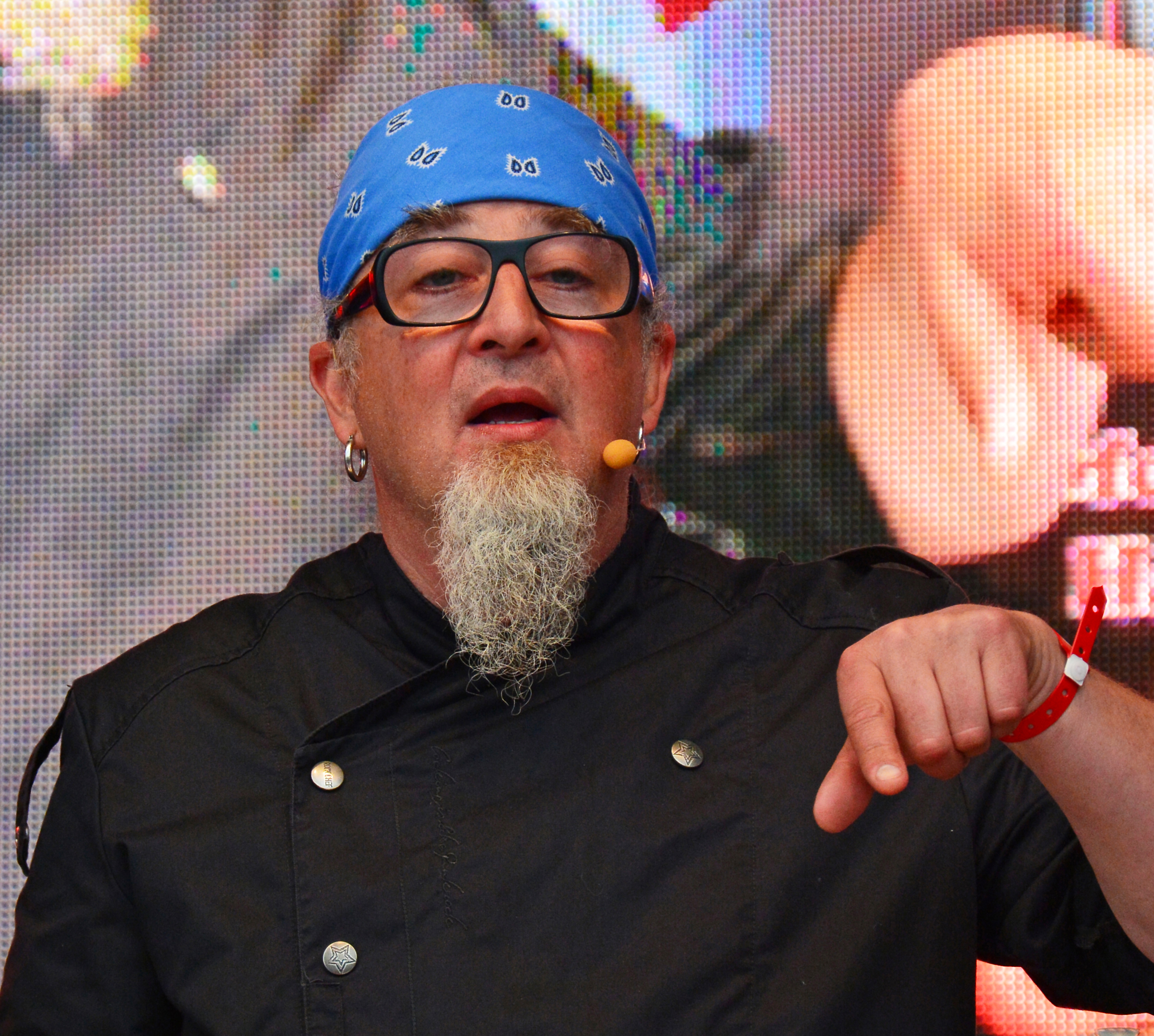
Stefan Marquard beim Hamburger Hafengeburtstag 2014

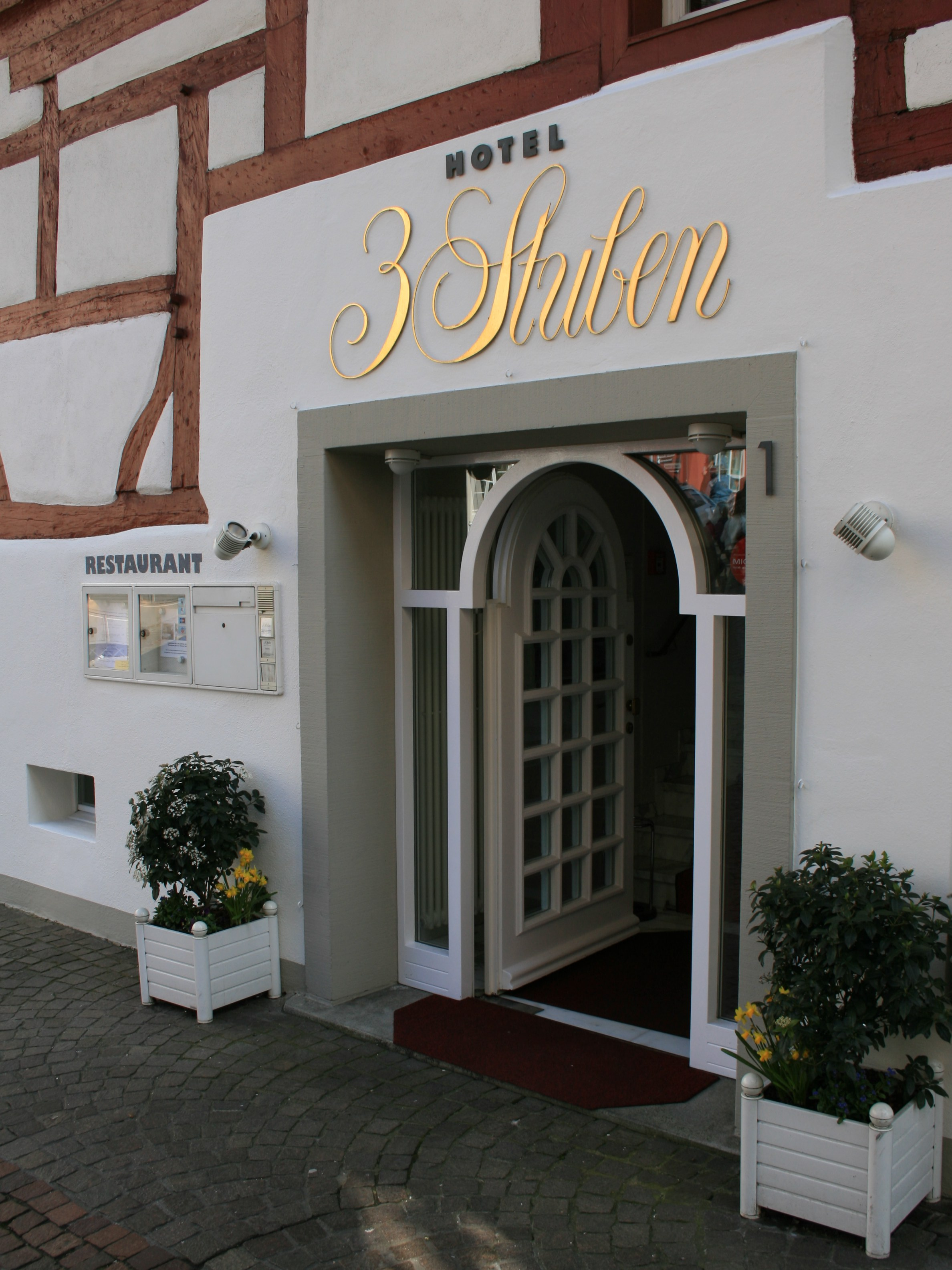
„3 Stuben“

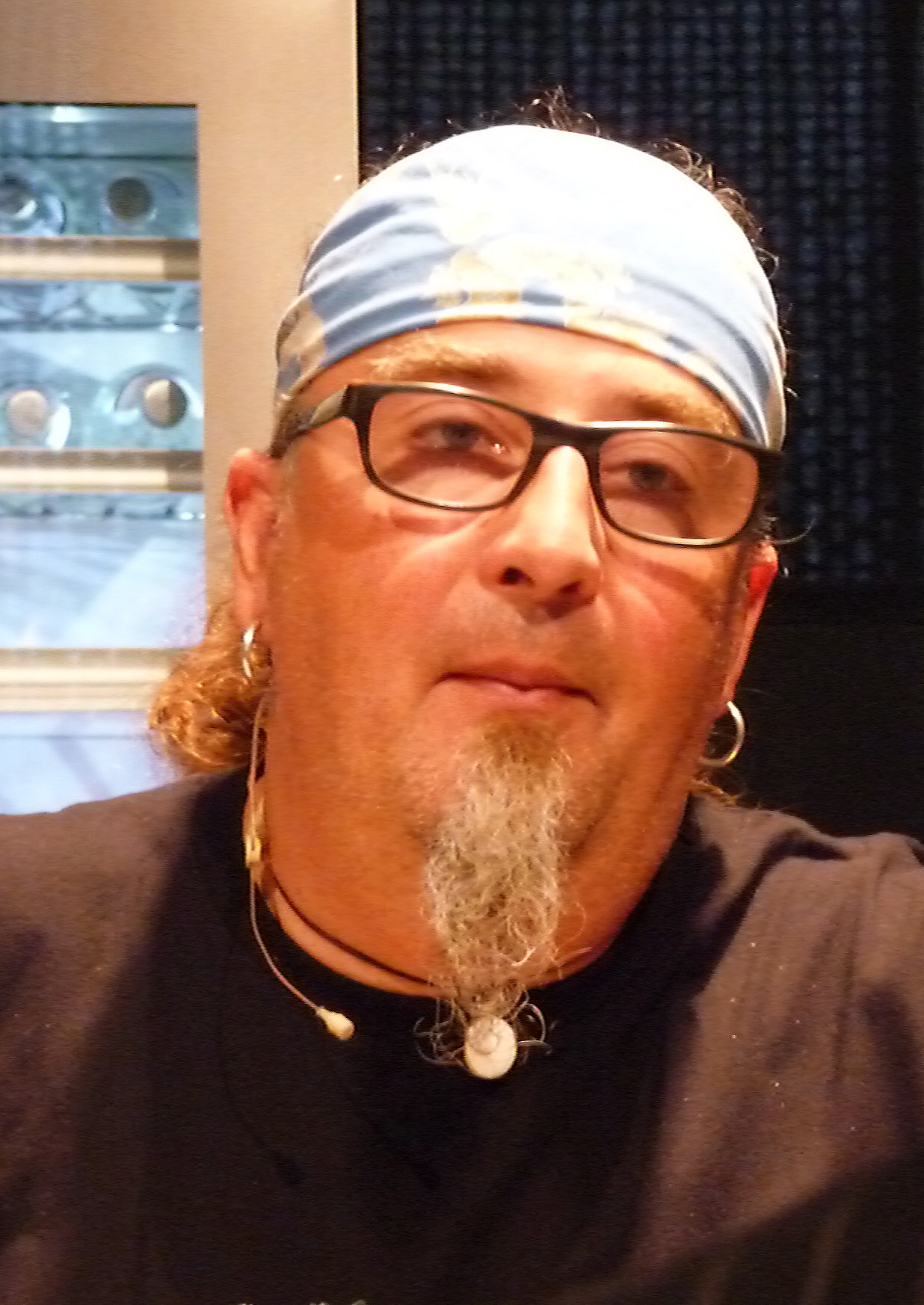
Stefan Marquard (2010)

Stefan Marquard (* 20. Juni 1964 in Schweinfurt) ist ein deutscher Koch und Fernsehkoch.

## Leben
Marquard begann 1981 nach einer Ausbildung zum Metzger eine weitere Lehre als Koch im Hotel Rebstock in Würzburg. Nach der Gesellenprüfung sammelte er Berufserfahrung im damaligen Spitzenrestaurant Graues Haus in Oestrich-Winkel (1982–1985, 1987–1988) sowie im Gasthof Rottner bei Stefan Rottner in Nürnberg (1985–1987). Nach einer durch Adalbert Schmitt angeregten kulinarischen Reise durch Italien (1988–1989), auf der er in den 12 besten Restaurants in Italien arbeitete, wurde er 1989 Küchenchef der Taverna la Vigna in den Schweizer Stuben in Wertheim-Bettingen, wo seine Küche zur „besten italienischen Küche“ in Deutschland gekürt wurde.
1991 eröffnete er sein eigenes Restaurant Drei Stuben in Meersburg. Dieses wurde vom Gault-Millau mit 18 Punkten, als „Innovation des Jahres 2000“ und mit einem Michelin-Stern ausgezeichnet. Anschließend übernahm Stefan Marquard von 2001 bis 2003 die kulinarische Leitung des „Lenbach“ in München, bis er sich 2003 erneut in Tutzing am Starnberger See als Caterer (Jolly Roger Cooking Gang), Event- und Showkoch sowie Berater selbständig machte.
Danach konzentrierte sich Stefan Marquard hauptsächlich auf Schulungen, Beratungen und Konzept-Erstellungen (Küchenplanung, Küchenteam-Einarbeitung, Team-Motivierung) rund um den Gastro-Bereich, von der Produktentwicklung bis zur Kochshow. Gemeinsam mit Thomas Karlowsky gestaltete er 2011 die „Rockchef-Kollektion“, eine eigene Berufskleidungslinie.
2014 gründete Marquard seine Marquard-Akademie, in der er Seminare für Köche, Gastronomen, Unternehmer und Kochbegeisterte anbietet.
2015 hat er mit der Knappschaft das Präventionsprojekt Sterneküche macht Schule ins Leben gerufen.
Er ist Mitglied im Kuratorium der  Anton-Schrobenhauser-Stiftung, der Trägerin der Kids-to-life-Projekte für benachteiligte Kinder.

## Privates
Stefan Marquard lebt mit seiner Frau Christine und zwei gemeinsamen Söhnen in Pliening.

## Fernsehauftritte
- 2005 Die Kochprofis – Einsatz am Herd
- 2007 Kerner kocht auf ZDF
- 2008–2012 Lanz kocht auf ZDF
- 2008 Die Kocharena auf VOX
- 2009 war er ein Teil der Jury der Casting-Show „Restaurant sucht Chef“.
- 2010 Marquards Ess-Klasse auf DMAX
- 2011 Kochen mit Knall auf Kabel 1 mit Frank Buchholz
- 2011 Hirn mit Ei auf ORF
- 2013 Stellungswechsel Job bekannt, fremdes Land – Promi-Spezial auf Kabel 1
- 2014–2017 Grill den Henssler auf VOX
- 2015 Topfgeldjäger – Profi Spezial ZDF
- 2015 ZDF Fernsehgarten auf ZDF
- 2016 Koch im Ohr auf ZDF
- 2017 Promi Dinner VOX
- 2018 VIP-Hundeprofi VOX

Zudem ist Stefan Marquard im ZDF bei Die Küchenschlacht als Juror zu sehen.

## Filmografie
- 2012: Pommes essen